# Chris Christie
Pour les articles homonymes, voir Christie.
Christopher James Christie, dit Chris Christie, né le 6 septembre 1962 à Newark (New Jersey), est un avocat et homme politique américain, membre du Parti républicain.
Il est procureur des États-Unis pour le district du New Jersey de 2002 à 2008.
Gouverneur du New Jersey de 2010 à 2018, il est confronté à plusieurs polémiques, dont le scandale du Bridgegate et des accusations de détournement de fonds dans le cadre de l'ouragan Sandy.
Il est rapidement écarté des primaires présidentielles républicaines de 2016 et de 2024.

## Vie personnelle

### Origines
Christopher James Christie naît le 6 septembre 1962 dans un hôpital de la ville de Newark, dans l'État du New Jersey. Sa mère, Sondra A. Christie née Grasso, est d'origine sicilienne, tandis que son père, Wilbur James Christie dit Bill Christie, a des origines écossaises et irlandaises.

### Formation
Il grandit dans la ville de Livingston et fréquente le lycée public de Livingston. Après ses études secondaires, il entre à l'université du Delaware, d'où il sort diplômé en 1984 d'un baccalauréat ès lettres en science politique. Il est ensuite admis à l'École de droit de l'université Seton Hall, d'où il sort diplômé d'un doctorat en droit (Juris Doctor) en 1987.

### Vie privée
En 1986, il se marie à Mary Pat Foster, étudiante qu'il rencontre à l'université du Delaware. Après leur union, ils partagent un petit appartement d'une pièce situé dans la ville de Summit, au New Jersey. Mary Pat Christie commence sa carrière dans une banque d'investissement et travaille par la suite pour l'institution Cantor Fitzgerald, qu'elle quitte après les attentats du 11 septembre. Ils ont quatre enfants : Andrew (né en 1993), Sarah (née en 1996), Patrick (né en 2000) et Bridget (née en 2003).

## Parcours politique

### Procureur des États-Unis
De 2002 à 2008, Chris Christie est procureur des États-Unis du district du New Jersey, nommé par George W. Bush.

### Gouverneur du New Jersey
En 2009, Chris Christie se porte candidat à l'investiture républicaine pour le poste de gouverneur du New Jersey. Il remporte l'investiture républicaine le 2 juin avec 55 % des suffrages contre 42 % à Steve Lonegan et 3 % à Rick Merkt. Le 3 novembre 2009, Christie est élu gouverneur du New Jersey avec environ 48 % des voix contre 45 % au gouverneur démocrate sortant Jon Corzine et près de 6 % pour l'indépendant Chris Daggett, dans un bastion démocrate, qui a voté à 57 % pour Barack Obama l'année précédente. Il est le premier républicain à remporter une élection sur l'ensemble de l'État depuis 1997.

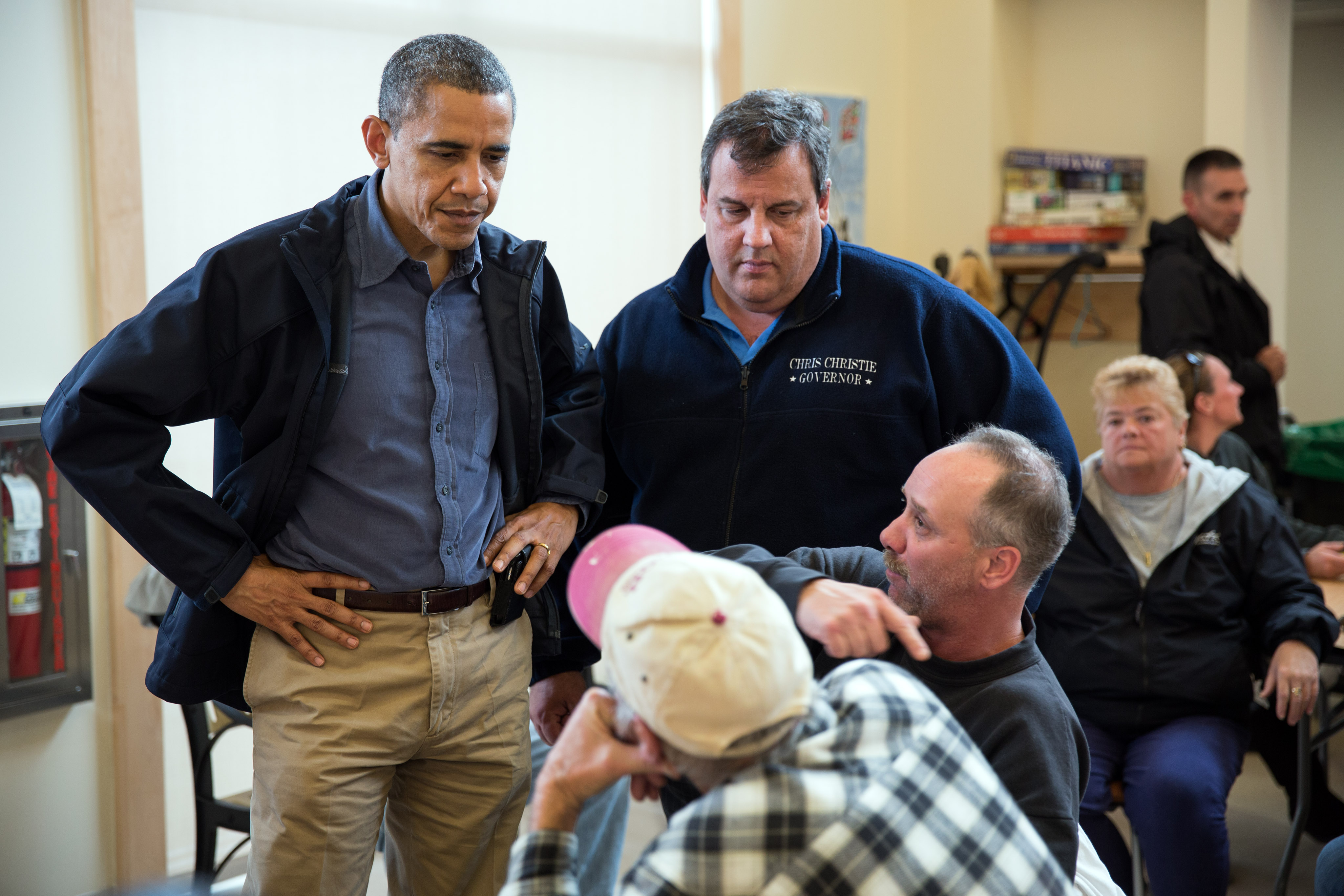
Christie avec Obama, après le passage de Sandy.

Lors du passage de l'ouragan Sandy sur les côtes de l'État, en 2012, il se rend avec Barack Obama sur les lieux sinistrés. À quelques jours de l'élection présidentielle, il rend hommage au président démocrate sortant pour sa gestion de la crise. Des proches du candidat républicain Mitt Romney, entre autres, s'interrogent sur ce soutien, alors que beaucoup pensent que Christie pourrait être candidat à la prochaine élection présidentielle.
Il est aisément réélu gouverneur le 5 novembre 2013 avec 60,4 % des voix face à la démocrate Barbara Buono.
En janvier 2014, plusieurs polémiques le touchent. Tout d'abord, le Bridgegate : son entourage est accusé d'avoir orchestré des embouteillages monstres à Fort Lee, ville située à l'entrée de ce pont, en septembre 2013, en fermant certaines voies d'accès du pont George-Washington, reliant l'État à la ville de New York. Il s'agirait de représailles contre Mark Sokolich, le maire démocrate qui a refusé de le soutenir lors des élections. Christie présente ses excuses et assure ne pas avoir été mis au courant et licencie sa chef de cabinet adjointe Ann Kelly. Mais sa défense est mise à mal en janvier quand David Wildstein, ami d'enfance de Christie que celui-ci avait nommé au Port Authority of New York and New Jersey, organisme chargé entre autres des ponts, le lâche et affirme qu'il était au courant de la fermeture. Des usagers du pont ont déposé une plainte collective demandant un procès.
La semaine suivante, il est soupçonné d'avoir détourné de l'argent public, destiné à aider l'État à se remettre de l'ouragan Sandy. Il est critiqué pour avoir choisi une publicité promouvant le tourisme dans son État, dans laquelle il apparaît avec sa famille, plutôt qu'une autre moins chère de deux millions de dollars (où il n'apparaissait pas) ; d'autant plus que la diffusion s'est déroulée peu avant sa campagne pour sa réélection.
Le 4 novembre 2016, deux des proches collaborateurs de Chris Christie sont condamnés pour violation des droits civiques dans l'affaire du « Bridgegate », ce qui le met en mauvaise posture pour jouer un rôle dans le cabinet de Donald Trump, ce dernier ayant été élu le 8 novembre.
En mai 2017, Chris Christie refuse de signer la loi proposant d'abolir le mariage des enfants.
Durant le weekend du 4 juillet 2017, alors que l'État subit un shutdown dû à un désaccord budgétaire, il est photographié avec sa famille sur la plage devant la résidence d'été du gouverneur après avoir dit « ne pas avoir vu le soleil ». Le même jour, la plage est fermée pour tous les autres habitants du New Jersey en raison du shutdown. Le porte-parole justifiera ses propos en prétendant qu'il n'a pas pu prendre le soleil : « il avait une casquette de baseball ». Certains médias parlent alors de « Beachgate ».
Le 16 janvier 2018, le démocrate Phil Murphy lui succède au poste de gouverneur. Lorsqu'il quitte ses fonctions, Christie est le gouverneur le plus impopulaire de l'histoire du New Jersey avec à peine 14 % d'opinions favorables.

### Primaires présidentielles républicaines de 2016

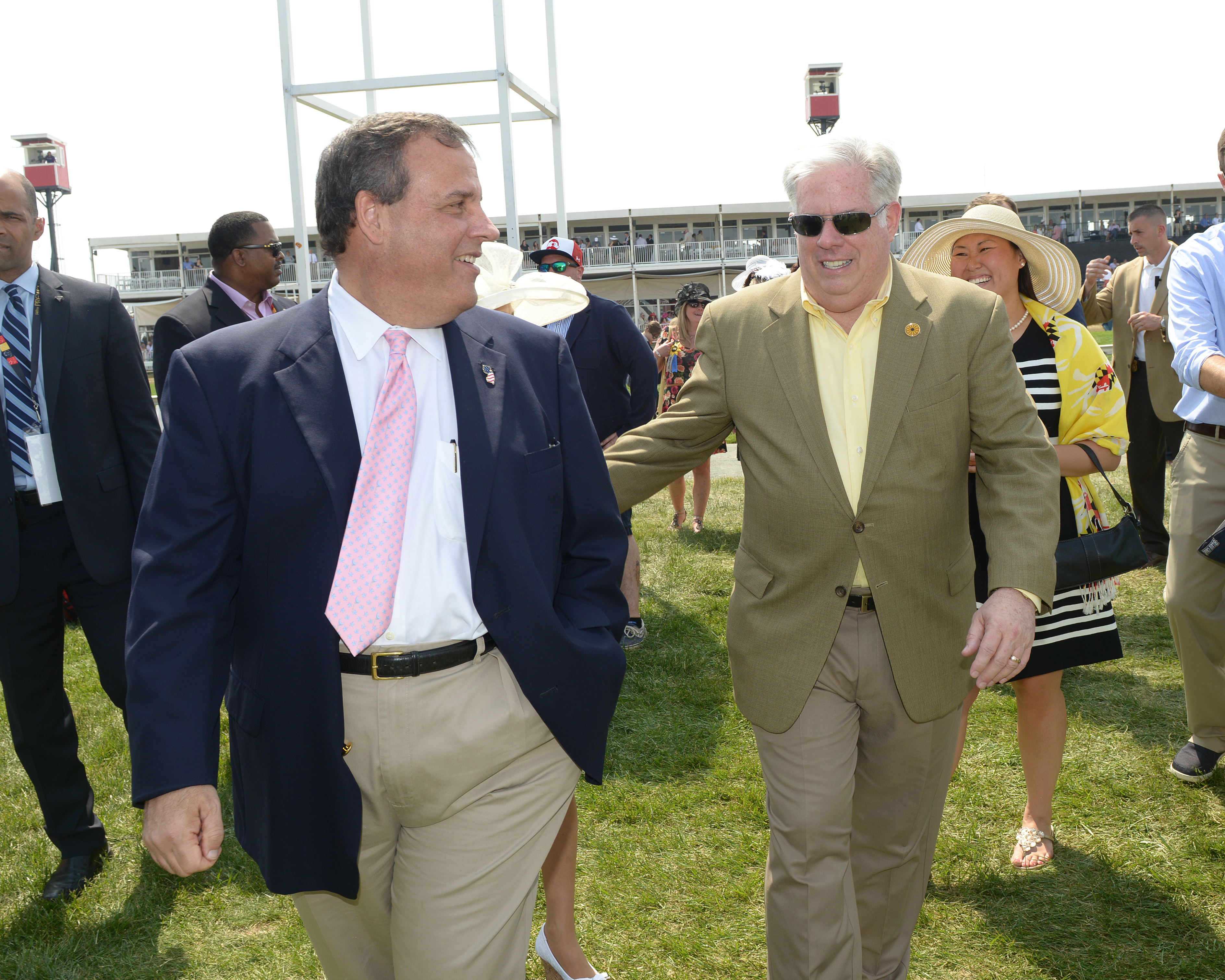
Christie avec le gouverneur du Maryland Larry Hogan, soutien de sa candidature aux primaires de 2016, en mai 2015.

Chris Christie est pressenti pour être candidat à la présidence des États-Unis lors de l'élection de 2012, mais il se range tôt derrière l'ancien gouverneur Mitt Romney. Une fois désigné par les primaires, celui-ci pense à faire de Christie son colistier pour la vice-présidence, mais il choisit Paul Ryan, plus conservateur. Selon le New York Post, Christie aurait de toute manière refusé l'offre, doutant des possibilités de victoire de Romney. Pendant la campagne, son comportement individuel et ses compliments au président Obama sur la gestion de l'ouragan Sandy, six jours avant l'élection, font dire à une partie de la presse qu'il souhaite ainsi écarter Romney pour devenir candidat en 2016.
Pour l'élection de 2016, il est à nouveau pressenti comme candidat républicain. Plusieurs arguments en feraient selon la presse un candidat de choix pour son parti, au premier rang desquels sa popularité et son impact médiatique. Lors de sa réélection en 2013, il arrive en tête, y compris chez les femmes, les latinos et les jeunes ; des électorats particulièrement peu favorables aux républicains. Bien que considéré comme modéré, il est opposé à l'avortement, au mariage homosexuel ou encore au contrôle des armes à feu, ce qui lui permet de ne pas s'aliéner la base de son parti. Toutefois, selon plusieurs analystes, l'affaire du pont George-Washington (« bridgegate »), puis celle portant sur une publicité (« floodgate »), pourraient remettre en cause son ambition présidentielle,.

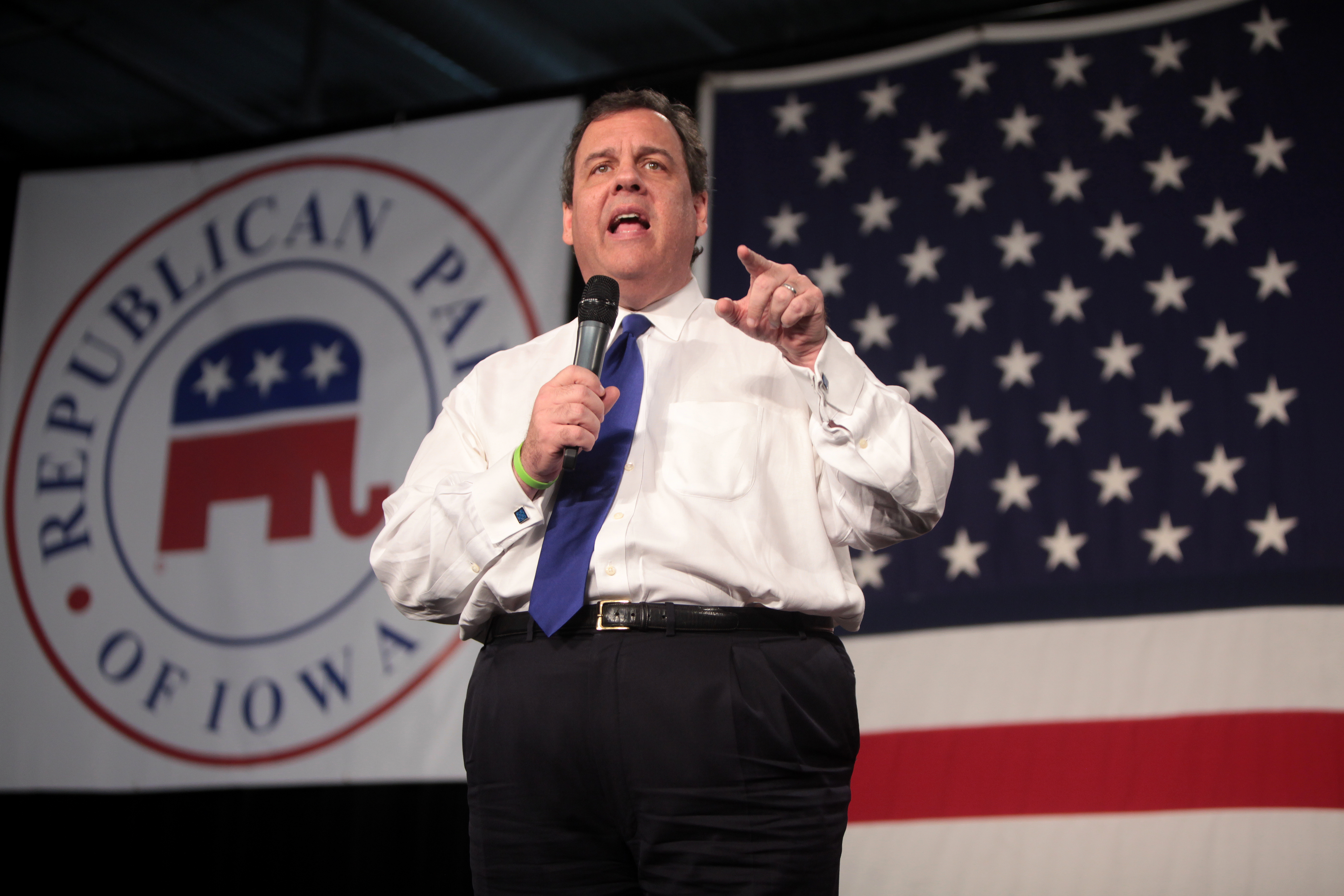
Chris Christie en campagne en Iowa en octobre 2015.

Le 30 juin 2015, il se lance officiellement dans les primaires présidentielles du Parti républicain de 2016. Après de faibles résultats à la primaire du New Hampshire, il abandonne le 10 février 2016, avant de se rallier, le 26 février, à la candidature de Donald Trump. Il est cité comme possible candidat du Parti républicain au poste de vice-président à ses côtés, mais en définitive Trump désigne Mike Pence. Mediapart souligne en août 2016 qu'il « bat des records d’impopularité dans son État » et affirme qu'il « s’est rapidement rangé derrière Trump en espérant peut-être en tirer un quelconque avantage (aucun à ce stade) ».
En novembre 2016, à la suite de la victoire de Donald Trump à la présidentielle, il ne fait pas partie de l'équipe de transition. En plus du problème politique lié au Bridgegate, le gendre du nouveau président, Jared Kushner, lui reprocherait d'avoir fait emprisonner son père alors qu'il est procureur, notamment pour fraude fiscale. Christie se défend en 2019 lors d'un entretien avec Larry King : « Quelqu'un m'a dit lors d'un événement auquel j'ai assisté il y a environ une semaine : vous avez donc mis le père de Jared Kushner en prison ? Et j'ai dit : non, [il] s'est lui-même mis en prison. Lorsque vous commettez les actes qu'il a commis et que vous plaidez ensuite coupable, 18 chefs d'accusation, vous vous mettez vous-même en prison ». En novembre 2018, à la suite de la démission de Jeff Sessions de ses fonctions de procureur général des États-Unis, le nom de Chris Christie émerge dans la presse comme un possible successeur. Le président Trump choisit finalement William P. Barr, qui occupe déjà la fonction de 1991 à 1993 sous George H. W. Bush.

### Primaires présidentielles républicaines de 2024

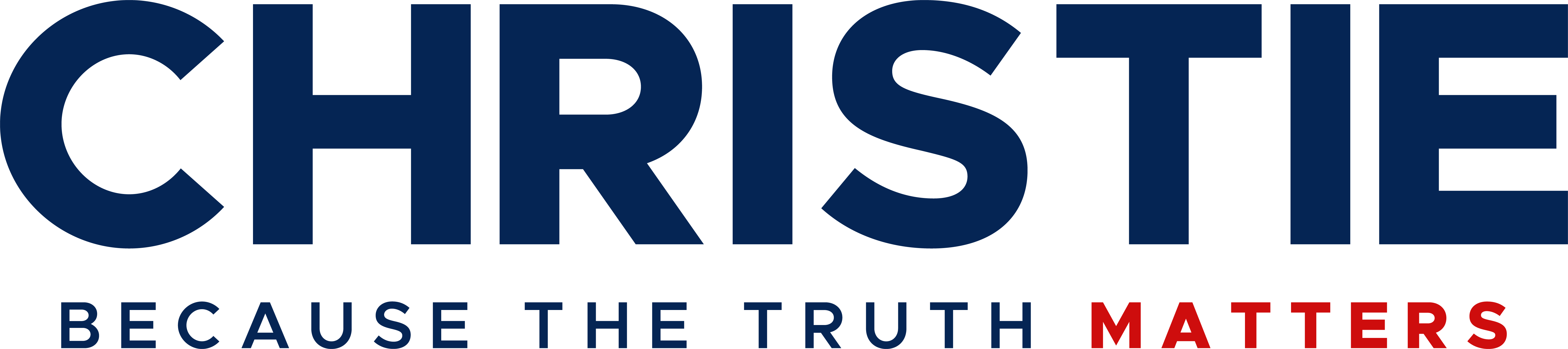
Logo de Chris Christie aux primaires présidentielles du Parti républicain américain de 2024.

Chris Christie annonce s'éloigner de Donald Trump après que ce dernier a refusé d'accepter les résultats du scrutin présidentiel de 2020. La position de l'ancien président dans la guerre russo-ukrainienne, jugée insuffisamment pro-Ukraine par Christie, suscite également des tensions. Les deux hommes étaient pourtant alliés depuis les primaires présidentielles de 2016.
Le 6 juin 2023, Christie annonce sa candidature à l'investiture républicaine pour l'élection présidentielle de 2024. Il se montre très critique à l'égard de Donald Trump, le dépeignant comme égocentrique et malhonnête, et le traitant de « marionnette de Poutine ». Assumant cette stratégie agressive, Chris Christie déclare : « La raison pour laquelle je m’en prends à M. Trump est double. Premièrement, il le mérite. Et deuxièmement, c’est le moyen de gagner. »
Trois mois après son entrée dans la course républicaine, les sondages créditent Christie de 2 à 5 % d'intentions de vote.
Il annonce en janvier 2024 se retirer des primaires. Il était si bas dans les sondages qu’il ne remplissait pas les critères fixés par le parti pour participer aux débats entre les candidats à l'investiture.